# Боскауэн, Эдвард
Эдвард Боскауэн (англ. Edward Boscawen; 19 августа 1711 — 10 января 1761) — британский адмирал, член парламента.

## Биография
Эдвард Боскауэн родился 19 августа 1711 года в портовом городке Фалмут на крайнем юго-западе Англии. Свою службу на морском флоте Эдвард начал очень рано. Уже в 12-и летнем возрасте он служил на 60-и пушечном корабле Superb.
В 1739 году очередная война с Испанией застала его на острове Ямайка в качестве капитана небольшого 20-и пушечного фрегата HMS Shoreham. Из-за неготовности к военным действиям фрегата, Боскауэн принял участие в экспедиции адмирала Вернона против Порто-Бело в качестве волонтера. В 1741 году на своем фрегате он участвовал в операции против Картахены и отличился в двукратной атаке батареи на острове Бару.
В 1747 году командуя судном в эскадре адмиралов Энсона и Уоррена, отличился в бою с французским флотом Жонкьера, задержав неприятельский флот до подхода других кораблей. Раненый в этом бою, Боскауэн в тот же год был произведен в контр-адмиралы (15 июля 1747 года) и назначен командующим эскадрой и начальником экспедиционного корпуса, направляемого для действий против французских колоний в Ост-Индии.
Эскадра отправилась из Англии 4 ноября 1747 года. В апреле 1748 года экспедиция прибыла на мыс Доброй Надежды и после месячного отдыха двинулась дальше. Подойдя к форту Сент-Давид, Боскауэн предпринял атаку Пондишери. Войска были высажены и вначале действия пошли удачно, но затем, ввиду наступившего периода муссонов, опасных для флота, при отсутствии укрытых стоянок, а также искусственного затопления местности французами, затруднившего операции англичан под Пондишери, Боскауэн был вынужден снять осаду, ограничившись разрушением форта Aria Coupan. Потеряв в ураган три корабля, экспедиция, с заключением мира, вернулась в Англию весной 1749 года.
В 1751 году Боскауэн был назначен членом совета, исполняющего обязанности 1-го Лорда Адмиралтейства.
В 1755 году, узнав, что французы готовят сильный флот и транспорты с войсками для отправки в колонии, английское правительство получила Боскауэну наблюдение за этим флотом. Боскауэну удалось захватить у Ньюфауленда 2 французских корабля.
В 1758 году Эдвард Боскауэн был произведен в адмиралы и назначен командовать эскадрой, отправлявшейся вместе с десантным корпусом, для действий против Луисбурга. Крепость была взята после полуторамесячной осады. Боскауэн получил благодарственное послание от парламента.
В 1759 году Боскауэн вместе с эскадрой был послан в Средиземное море для уничтожения французской эскадры Де-ля-Клю, стоявшей в Тулоне и готовившейся для выхода на соединение с Брестской эскадрой Конфлана. После нескольких неудачных попыток вызвать де-ла Клю на бой, Боскауэн, имея повреждённый корабли, ушёл в Гибралтар. Вышедшему вслед за англичанами французскому флоту не удалось оказаться незамеченным и он был разбит у мыса Санта-Мария, потеряв половину судов, 2 из которых были взяты в плен.
10 января 1761 года, командуя эскадрой блокирующей остатки французского флота Конфлана в бухте Киберон, Эдвард Боскауэн скончался от горячки.